# Tư bản (tác phẩm)
Tư bản - Phê phán khoa kinh tế chính trị (tựa đề nguyên bản bằng tiếng Đức Das Kapital - Kritik der politischen Oekonomie) hay còn được dịch là Tư Bản Luận là tác phẩm về khoa học kinh tế chính trị quan trọng của nhà triết học và nhà học thuyết Karl Marx người Đức.
Marx đã cống hiến 20 năm cuộc đời để viết tác phẩm này, nhưng ông chỉ hoàn thành một phần cuốn sách: cuốn thứ nhất, được xuất bản vào ngày 14 tháng 9 năm 1867, viết cho Wilhelm Wolff, phân tích về sự sản xuất của tư bản. Những bản thảo của ông Marx được ông Friedrich Engels sử dụng để xuất bản cuốn thứ 2 và thứ 3 vào năm 1885 và 1894. Những suy nghĩ của ông Marx về lịch sử học thuyết kinh tế được nhà học thuyết xã hội chủ nghĩa người Đức Karl Kautsky xuất bản dưới tiêu đề "Các học thuyết về giá trị thặng dư" (4 tập, 1905-1910).
Qua việc quan sát ngành công nghiệp hiện đại nước Anh, điều kiện làm việc của ngành và các phân tích của nhũng nhà học thuyết đi trước ông về nền kinh tế chính trị (như David Ricardo hoặc Adam Smith), ông Marx chỉ ra bản chất thật của chủ nghĩa tư bản bằng việc nhấn mạnh vào những mâu thuẫn nội tại của hệ thống này.
Chính tác giả coi cuốn sách của ông như "một tên lửa đáng gờm nhất bắn vào giới lãnh đạo của tầng lớp thượng lưu"

## Nội dung
Cuốn sách là sự phân tích về chủ nghĩa tư bản, về phương thức sản xuất và quan hệ sản xuất tư bản chủ nghĩa. Đề cập đến nhiều vấn đề trong kinh tế chính trị như tư bản, hàng hoá, tiền tệ, giá trị thặng dư, tích lũy tư bản, tiền lương. Tác phẩm này không chỉ là công trình nghiên cứu kinh tế chính trị mà còn chứa đựng những quan điểm triết học của Marx và những kiến thức về lịch sử các nước Tây Âu.
Quyển I của Tư bản nghiên cứu về:
- Hàng hóa và tiền tệ.
- Tiền tệ chuyển hóa thành tư bản
- Sự sản xuất giá trị thặng dư tuyệt đối
- Sản xuất giá trị thặng dư tương đối
- Giá trị thặng dư tương đối và giá trị thặng dư tuyệt đối
- Quá trình tích lũy tư bản

Quyển II của Tư bản
- Biến đổi hình thái tư bản và tuần hoàn của nó
- Chu chuyển lưu thông của tư bản
- Tái sản xuất và lưu thông của tổng tư bản xã hội

Quyển III của Tư bản
- Toàn bộ quá trình sản xuất tư bản chủ nghĩa